# Kobylnice (Moravia meridionale)
Kobylnice (in tedesco Kobelnitz) è un comune della Repubblica Ceca facente parte del distretto di Brno-venkov, in Moravia Meridionale.